# Socrate
Socrate – dzieło Erika Satie skomponowane na głos i małą orkiestrę (bądź fortepian), ukończone w 1918 roku. Jego tekst ułożony jest z fragmentów dialogów Platona, w tłumaczeniu Victora Cousina, poświęconych w całości Sokratesowi.

## Zamówienie i kompozycja
Dzieło zamówione zostało przez księżniczkę Edmond de Polignac w październiku 1916. Zażyczyła sobie ona, aby wszystkie głosy w Socrate były żeńskie. Oryginalnie zamysł był taki, aby Satie napisał tło muzyczne do którego księżniczka wraz z przyjaciółkami mogła na głos recytować teksty starożytnych greckich filozofów. Satie – mimo wszystko – nie był miłośnikiem podobnie melodramatycznych klimatów, pomysł więc upadł i tekst miał być w końcu – w bardziej lub mniej recytatorski sposób – zaśpiewany. Jednak życzenie, aby kompozytor użył jedynie żeńskich głosów (w tekście dialogów, które powinny były rozgrywać się między mężczyznami) pozostało w mocy. W owym czasie Satie prawdopodobnie nie przypuszczał jeszcze skąd u Księżniczki takie przywiązanie do żeńskich głosów. Działo się to na pięć lat przed pierwszym prasowym skandalem, jaki wybuchł wokół lesbijskich skłonności księżniczki.
Satie skomponował Socrate między styczniem 1917 a wiosną 1918 roku, wliczając w to poprawki naniesione na orkiestrową wersję w październiku tego samego roku. Przez pierwsze miesiące pracował nad kompozycją – nazywał ją wówczas Vie de Socrate. W 1917 Satie skrępowany był procesem, w którym oskarżano go o wysłanie pocztówki z obraźliwymi zwrotami, a który mało co nie skończył się dla niego więzieniem. Jednak dzięki finansowemu wstawiennictwu księżniczki w pierwszych miesiącach 1918 roku, kompozytor mógł pracować w spokoju, bez obawy o własną wolność.

## Forma muzyczna
Satie przedstawia Socrate jako „symfoniczny dramat w trzech częściach”.
Wyrażenie „symfoniczny dramat” pojawia się jako aluzja do „dramatycznej symfonii”, którą Hector Berlioz napisał przeszło osiemdziesiąt lat wcześniej. Kiedy ponad półtoragodzinna symfonia Berlioza jest ekspresjonistycznym, ciężko zorkiestrowanym dramatem, operą wciśniętą w formę symfonii, to trzydziestominutowa kompozycja Satiego przejawia niewiele muzycznego dramatyzmu. Jest on w całości skoncentrowany w tekście, prezentowanego w formie recytatorskiego śpiewu do tła w postaci niezbyt gęsto zorkiestrowanej, niemal repetytywnej muzyki, która obrazuje niektóre aspekty życia Sokratesa, włączając w to jego ostatnie chwile.
Jako że Satie najwidoczniej nie przewidywał odgrywania, czy scenicznej prezentacji Socrate, i skoro rozłączył męskie role (zgodne z tekstem) z żeńskimi głosami na chwilę, kiedy dostarczał teksty, zachowując jednak w pamięci zgodne z literą tekstu rozumienie opowieści, forma muzyczna kompozycji może być rozważana bardziej jako (świeckie) oratorium, aniżeli opera, (melo)dramat (czy symfonię).
Można by pomyśleć, że Satie wziął formalnie podobne świeckie kantaty na jeden bądź dwa głosy i dokonał moderacji ich akompaniamentu, jako wzoru dla muzycznej formy Socrate. Niemal wszyscy włoscy i niemieccy barokowi kompozytorzy napisali byli takie małe kantaty do włoskiego tekstu: Vivaldi (RV 649-686), Händel (HWV 77-177), Bach (BWV 203, 209), itd. To powiązanie jest jednak mało prawdopodobne, bowiem we wszystkich z tych starszych kompozycji recytacje traktowano wymiennie z ariami. Ponadto dowody na to, że Satie kiedykolwiek wzorował się na dziełach zagranicznych barokowych kompozytorów są bardzo skąpe. Na koniec wreszcie, rozpatrując stopień w jakim barokowi kompozytorzy byli znani we wczesnych lata XX wiecznego Paryża, trzeba stwierdzić, że te małe świeckie włoskie kantaty należały do grona najbardziej zapomnianych kompozycji każdego z nich.
Socrate dzieli się na trzy części:
1. Portrait de Socrate („Portret Sokratesa”), tekst wzięty z Uczty Platona
2. Les Bords de I'Illissus („Nad Ilussem”), tekst wzięty z Fajdrosa Platona
3. Mort de Socrate („Śmierć Sokratesa”), tekst wzięty z Fedona Platona

## Muzyka
Socrate napisany jest na głos i orkiestrę, istnieje jednak również wersja na głos i fortepian. Ta dokonana przez Satiego redukcja, miała stanowić konkurencyjną, dla orkiestrowej, wersję.
Każdy z mówiących w poszczególnej sekcji jest w założeniu reprezentowany przez innego śpiewaka (Alcybiades, Sokrates, Fajdros, Fedon) i, zgodnie ze wskazówkami kompozytora, dwa spośród głosów to soprany a dwa mezzosoprany.
Mimo to wszystkie partie są śpiewane mniej czy bardziej w tej samej skali, dzięki czemu dzieło może być swobodnie wykonywane przez pojedynczy głos. Tak zresztą często bywało, że Socrate wystawiany i nagrywany był przez jednego śpiewaka, czy też śpiewaczkę. Jednak te jednoosobowe wykonania uszczuplały efekt dialogu zawarty w dziele (przynajmniej w pierwszych dwóch częściach symfonicznego dramatu – w trzeciej występuje jedynie Fedon opowiadający historię śmierci Sokratesa).
Muzykę charakteryzują proste repetycje rytmu, równoległe kadencje oraz długie ostinati.

## Tekst
Chociaż Satie miał dostęp do nowszych tłumaczeń, wybrał przestarzałe już wtedy francuskie tłumaczenia tekstów Platona autorstwa Victora Cousin: odnalazł w nich jednak więcej czystości, prostoty i piękna.

## Biel
Część krytyków charakteryzowało dzieło kompozytora jako nudne i nijakie – inni odnajdywali w nim niemal ponadludzki spokój oraz delikatne piękno.
Satie opisując Sokratesa, mówił, że pragnął, aby był biały i wspominał swoim przyjaciołom, że aby osiągnąć tą biel, wprawiał się w odpowiedni nastrój spożywając jedynie „białe” pokarmy. Pragnął, aby Socrate był przejrzysty, wyrazisty i pozbawiony namiętności – nie jest to bardzo zaskakujące, jeśli wrzawę jaka wytworzyła się wokół kompozytora z powodu napisania nieszczęsnej pocztówki. Z pewnością cenił również kruche człowieczeństwo starożytnych greckich filozofów, którym poświęcał swoją muzykę.

## Historia recepcji dzieła
Pierwsze (prywatne) wykonanie fragmentów dzieła miało miejsce w marcu 1918 roku z kompozytorem za fortepianem oraz śpiewem Jane Bathori (wykonywała wszystkie partie), w salonach Księżniczki de Polignac.
Kilka następnych wykonań wersji na fortepian powziętych zostało, zarówno publicznie jak i prywatnie, w obecności takich postaci jak André Gide, James Joyce oraz Paul Valéry.
Partie wokalne (do wersji na fortepian) były dostępne w druku od końca 1919 roku. Ponoć Gertruda Stein stała się wielbicielką Satiego, kiedy usłyszała jak Virgil Thomson grał muzykę z Socrate na swoim pianinie.
W czerwcu 1920 odbyło się pierwsze wykonanie orkiestrowej wersji utworu. Publiczność, przekonana, że słyszy nowy muzyczny dowcip kompozytora, śmiała się – Satie czuł się niezrozumiany.
Musiało minąć kilka dekad od śmierci kompozytora, zanim wersja orkiestrowa ukazała się drukiem.

## Recepcja w muzyce, teatrze oraz w historii sztuki
Pierwszą dekoracją teatralną Alexandra Caldera była powietrzna instalacja, którą zaprojektował do opartego na Socrate tanecznego spektaklu Marthy Graham z 1936 roku.
John Cage dokonał transkrypcji muzyki z Sokratesa na dwa fortepiany w 1944. Później napisał ''Cheap Imitation'' („Tania Imitacja”) opartą na dziele Satiego.
Merce Cunnigham zrobił choreografię do fragmentu Socrate w wersji Cage’a na dwa fortepiany, która nosiła tytuł Idyllic Song („Pieśń Idylliczna”). Jego późniejsza choreografia Second Hand również oparta była na dziele kompozytora.
Belgijski malarz Jan Cox (1919–1980) namalował dwa obrazy na temat śmierci Sokratesa (1952 oraz w 1979, rok przed samobójczą śmiercią). Oba odnoszą się do Socrate: zostały wydrukowane dwie partytury do dzieła i obie zawierały dodatki – jedna jeden z obrazów Coksa, inna na obramowaniu uwagi, jakie pisał Cousin tłumacząc Platona.

## Nagrania
Strona internetowa, która daje przegląd nagrań Socrate aż do początków XXI wieku: 